# Polygonia progne
Polygonia progne är en fjärilsart som beskrevs av Pieter Cramer 1775. Polygonia progne ingår i släktet Polygonia och familjen praktfjärilar. Inga underarter finns listade i Catalogue of Life.